# Занско
Занско (грч. Ζώνη, Зони) је насељено место у општини Горуша у периферији Западна Македонија, Грчка. Према попису из 2021. године било је 58 становника.
Према бугарском географу и историчару, Василу Канчову, у Занском је 1900. године живело 200 Грка. Македонски историчар Тодор Симовски, 1998. године наводи да је Занско било словенско насеље, које је касније хеленизовано.